# Почесна грамота Міністерства культури України
Почесна грамота Міністерства культури і туризму України та Почесна грамота Міністерства культури і туризму України та Центрального  комітету профспілки працівників культури України — відомчі заохочувальні нагороди Міністерства культури і туризму України.

## Нагородження
Нагороджуються громадяни України, особи без громадянства, громадяни інших держав (за клопотанням Міністерства закордонних справ України), а також трудові колективи, підприємства, організації й установи всіх форм власності, що діють у сфері культури і туризму, творчі спілки, національно-культурні товариства, фонди, асоціації, інші громадські об'єднання, які здійснили вагомий внесок у сприяння реалізації соціально-культурної політики, створення духовних цінностей, сприяння розвитку галузі туризму, сфери діяльності курортів, досягли високої професійної майстерності та мають досвід роботи в галузі не менше 3 років.
Нагородження повторно може відбуватись не раніше ніж через 3 роки після останнього нагородження.
Втрачені грамоти повторно не видаються.